# Thionia longula
Thionia longula är en insektsart som först beskrevs av Lethierry 1890.  Thionia longula ingår i släktet Thionia och familjen sköldstritar. Inga underarter finns listade i Catalogue of Life.